# 에네트뷔르겐
에네트뷔르겐(Ennetbürgen)은 스위스 니트발덴주의 자치체이다.

## 역사
에네트뷔르겐은 1190년에 Burgin으로 처음 언급되었다. 1799년에는 Enet-Bürgen이 되었고, 1836년에는 Ennerbürgen이 되었다. 1850년부터 공식 명칭은 에네트뷔르겐이 되었다.

## 지리
에네트뷔르겐의 면적은 2006년 기준으로 9.4k㎡이다. 이 면적 중 51.7%는 농업용으로 사용되고 33.5%는 산림이다. 나머지 토지 중 14.7%는 정착지(건물 또는 도로)이고 나머지(0.1%)는 비생산적(강, 빙하 또는 산)이다.
시정촌은 루체른 호수와 뷔르겐베르크 산 기슭 사이에 있다.

## 인구통계
2020년 12월 31일 기준, 에네트뷔르겐의 인구는 4,866명이다. 2007년 기준으로 전체 인구의 10.3%가 외국인이다. 지난 10년 동안 인구는 8%의 비율로 증가했다. 2000년 기준, 인구 대부분이 독일어(94.2%)를 사용하며, 세르보-크로아티아어가 두 번째로 많이 사용(1.2%), 이탈리아어가 세 번째(0.9%)로 사용된다. 2008년 현재 인구의 성별 분포는 남성 51.4%, 여성 48.6%이다.
2000년 기준 1,583가구 중 994가구(약 62.8%)가 1~2인 가구이다. 131명(약 8.3%)은 5인 이상의 대가족이다.
2007년 연방 선거에서 가장 인기 있는 정당은 88.2%의 득표율을 기록한 FDP였다. 나머지 득표의 대부분은 지역의 소규모 우익 정당(9.8%)에게 돌아갔다.
전체 스위스 인구는 일반적으로 교육 수준이 높다. 에네트뷔르겐에서는 인구의 약 75%(25-64세)가 비필수 고등교육 또는 추가 고등교육(대학 또는 응용학문대학)을 완료했다.
에네트뷔르겐의 실업률은 1.12%이다. 2005년 현재 1차 경제 부문에 122명이 고용되어 있으며, 이 부문에 약 52개 기업이 참여하고 있다. 318명이 2차 부문에 고용되어 있고, 이 부문에 43개의 기업이 있다. 718명이 3차 부문에 고용되어 있으며, 이 부문에는 123개의 기업이 있다.
역사적 인구는 다음 표에 나와 있다.
| 년도 | 인구  |
| ---- | ----- |
| 1850 | 880   |
| 1870 | 972   |
| 1880 | 898   |
| 1900 | 923   |
| 1950 | 1,446 |
| 1960 | 1,917 |
| 1970 | 2,350 |
| 1980 | 2,716 |
| 1990 | 3,529 |
| 2000 | 3,976 |
| 2005 | 4,198 |

## 명소
에네트뷔르겐의 주요 명소는 예배당 St. Jost와 성직자 집 St. Jost이다.

## 교통
A2 고속도로(고타드 루트)로 연결되는 고속도로는 에네트뷔르겐에서 차로 몇 분 거리에 있다. 에네트뷔르겐은 렌더파크 – 슈탄스(기차역) – 제리스베르크에 포스트버스 노선으로 대중교통망에 연결되어 있다.